# 托尔尼亚卡尔内斯站
托尔尼亚卡尔内斯站是拉脱维亚首都里加托尔尼亚卡尔内斯附近的一个火车站，位于道加瓦河的西岸。
托尔尼亚卡尔内斯站位于里加–叶尔加瓦和里加–图库姆斯两条铁路线上。该站曾于1868年作为里加-叶尔加瓦铁路线的北部终点站启用。然而，自1872年开始，所有火车都从车站出发，通过铁桥穿过道加瓦河到达现在的里加中央车站。至1877年，托尔尼亚卡尔内斯站也成为托尔尼亚卡尔内斯-图库姆斯铁路线的东端终点站。